# 格特魯德·韋弗
格特魯德·韋弗（英語：Gertrude Weaver，1898年7月4日—2015年4月6日），舊姓蓋恩斯（Gaines），生于美國阿肯色州，美國超級人瑞。
2012年12月17日狄娜·曼佛瑞迪尼逝世後，她成為美國在世最年長者；2015年4月1日，她更取代大川美佐緒成為全球在世最年長者，但她僅維持此一稱號五天就因肺炎而去世。在她去世的時候，她是人類史上第七長壽的人，也是僅次於莎拉·勞絲和德爾菲亞·威爾福德後美國第三長壽者。去世後，傑拉琳·塔利成為在世最年長者。

## 生平
蓋恩斯於1898年7月4日生於阿肯色州拉法葉縣的一個非裔佃農家庭。蓋恩斯在1915年7月18日與堅尼·韋弗結婚（Gennie Weaver，1898年7月18日－1969年7月11日），育有四個子女，丈夫在1969年去世。韋弗在116歲生日時，只有一位兒子在她死後仍然在世（當時他93歲）。
104歲時韋弗的臀部受傷後，她入住康登的一間老人院。康復後，韋弗能使用輪椅到自己的家和幫助她的孫女。109歲時，韋弗重新入住該老人院。韋弗的健康逐漸衰退，但她115歲時仍然可以離開自己的房間去吃東西和活動。韋弗沒有任何慢性病和健康問題，其年齡也沒有受到任何質疑。她的睡眠定息準時，從不吸煙及酗酒。
韋弗告訴美聯社，老人院有三個因素可以令她長壽「相信神、勤奮和愛所有人」。韋弗告訴時代雜誌還有第四個，就是「做你可以做的，如果我們不可以，就不要做」，或「善良」。
在116歲生日時，韋弗獲老年研究醫學組織認證為「最年長的美國人」。老年研究醫學組織和金氏世界紀錄也確認她比傑拉琳·塔利年長（以前塔利被認為比韋弗年長，而韋弗死後她成為最年長的美國人和最年長者）。韋弗還收到總統巴拉克·奧巴馬的信，寫道：「康登市長宣布，她的生日為『格特魯德日』」。
2015年4月6日，韋弗因肺炎在老人院逝世。韋弗是最後幾位生於1890年代的人之一。